# 劉家騏

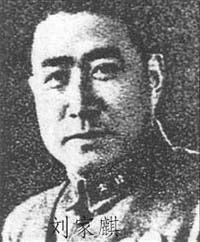

刘家騏（1894年—1937年），字挣磊，又字锡侯，生于湖北武昌（今武汉市武昌区）。曾经就读于保定陸軍軍官學校和陆军大学，生前任国民革命军第54师少将师长，1937年在太原會戰之忻口戰鬥中阵亡。追赠陆军中将。

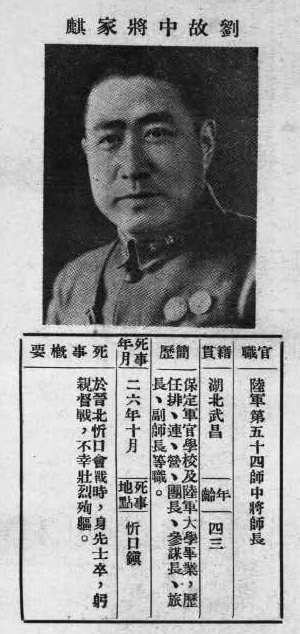
《抗戰軍人忠烈錄》（第一輯）中的劉家麒烈士遺像

安葬于武昌卓刀泉伏虎山的辛亥首义烈士公墓。文革时期受至破坏，未能恢复。1938年8月，汉口市政府曾计划将新小路改为阎海文路、中小路（今大连路）改为刘家祺路。因武汉在当年10月沦陷，未能实施。1946年，复名刘家祺路。1967年，改名红卫十一路，1972年改名锦州路。1985年7月4日，武汉市人民政府纪念抗日战争胜利四十周年，缅怀抗战牺牲将士，决定复名刘家祺路。2015年7月，湖北省人民政府批准刘家騏为革命烈士。同年8月，被收录于中华人民共和国民政部的第二批600名著名抗日英烈和英雄群体名录中。2019年，为尊重历史，江岸区人民政府同意将刘家祺路更名为刘家麒路。